# Психическое здоровье Иисуса

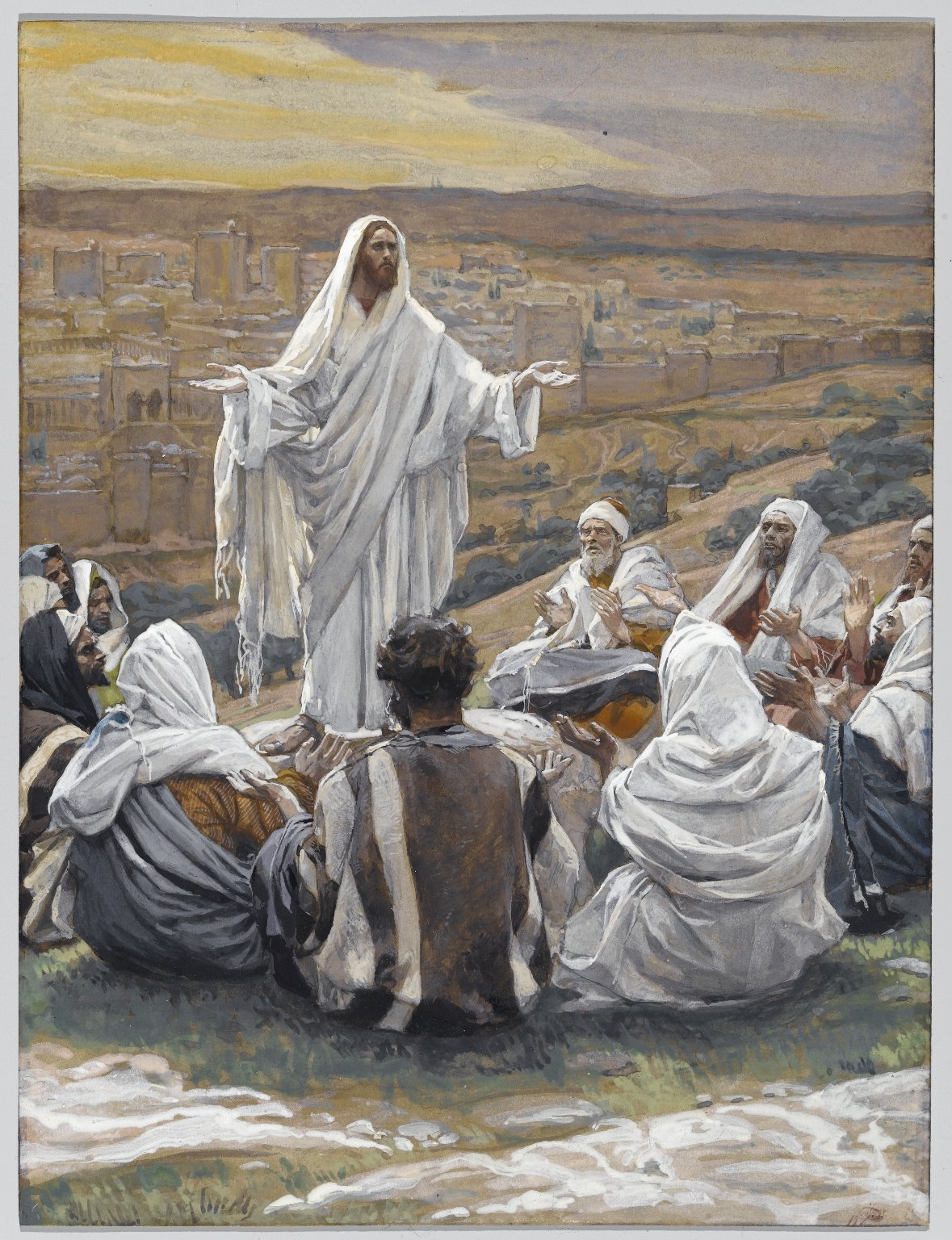
Отче наш. Джеймс Тиссо

Вопрос о том, был ли исторический Иисус Христос психически здоровым, изучен несколькими психиатрами, клиническими психологами, философами, историками и писателями. Мнение о наличии психического расстройства имеет сторонников и противников.

## Мнения, оспаривающие здравомыслие Иисуса
Французский философ-материалист, атеист и утопический коммунист Жан Мелье (1664—1729) в своей книге «Завещание» обещал доказать, что Иисус «воистину был сумасшедшим безумцем, фанатиком», развив эту тему в главах XXXIII и XXXIV.
Французский психолог Шарль Бинэ-Сангле, главный врач из Парижа, утверждал, что Иисус Христос страдал от «религиозной паранойи». Его мнение разделял нью-йоркский психиатр Уильям Хирш, который в 1912 году опубликовал своё исследование «Религия и цивилизация — выводы психиатра», перечисляя ряд психически аберрантных поступков Иисуса. Хирш согласился с Бинэ-Сангле в том, что Иисус испытывал галлюцинации, и указал на «постоянное и неизмеримое нарастание» бредовых идей величия. Хирш пришёл к выводу, что Иисус был параноиком — «чистым и типичным», добавив:
|  | Но Христос демонстрирует во всех отношениях абсолютно типичную картину известного психического заболевания. Всё, что мы знаем о нём, так точно соответствует клиническому аспекту паранойи, что едва ли возможно, чтобы кто-либо знакомый с психическими расстройствами мог испытывать малейшие сомнения относительно правильности диагноза. (С. 103) |

Психическое здоровье Иисуса также подвергалось сомнению со стороны немецкого психиатра и критика христианства Оскара Паницца, скандально известного британского психиатра Уильяма Сарганта и французского психолога психоаналитического толка Жоржа Бергье.
Советский врач Я. В. Минц в 1927 году опубликовал статью «Иисус Христос как тип душевнобольного» в сборнике «Клинический архив гениальности и одарённости (эвропатологии)». По утверждению Минца, отождествление себя с Богом очень характерно для страдающих хроническим бредовым расстройством — паранойей, которая наличествовала и у Иисуса Христа. В своей публикации он также указывал на наличие у Иисуса Христа галлюцинаций, связанных с его религиозным бредом: слуховая галлюцинация во время крещения у Иоанна в Иордане, когда он услышал глас с небес «Сей есть Сын Мой Возлюбленный, в Котором Моё благоволение; Его слушайте.» (Мф. 17:5), галлюцинация о хлебе на фоне истощения в пустыне (Мф. 4:4) и другие. Основываясь на косвенных признаках из Евангелия от Матфея, Минц сделал вывод, что Иисус обладал астенической конституцией (в классификации биотипов Э. Кречмера), был лишён полового чувства и инстинкта размножения, что также типично для параноиков.
Владислав Витвицкий, философ-рационалист и психолог, утверждает в своих собственных переводах Евангелий от Матфея и от Марка («Благая весть от Матфея и Марка»), что Иисус испытывал возрастающее чувство собственной силы и превосходства, был эгоцентричен и имел тенденцию к подчинению других людей, что характеризует его по конституциональному типу как шизотимика или даже шизофреника.
Американский философ и научный скептик Пол Курц в одной из своих самых влиятельных работ «Трансцендентальное искушение», глава «Был ли Иисус расстроен?» (англ. The Transcendental Temptation 1986, глава англ. Was Jesus disturbed?) утверждает, что некоторые фрагменты Евангелия предполагают, как будто у Иисуса было расстройство личности (англ. disturbed personality). Однако он подчеркивает, что проверить правдивость этих предположений сложно, поскольку у нас нет возможности подвергнуть его подробной психиатрической диагностике. Он заявляет, что если бы у Иисуса были какие-либо претензии на божественность, он был бы сумасшедшим (англ. deranged). По словам Курца, Иисус постоянно проповедовал о приближении конца света (англ. doomsday or the last days were at hand). В этом контексте он ссылается на Мф. 16:28 и Мф. 24:34, 35. Он также цитирует фрагменты Евангелия, в которых семья Иисуса (Мк. 3:20, 21) и другие иудеи его времени (Мк. 3:22, Ин. 10:20) обвиняли Его в одержимости и безумии.
Английский психиатр и аналитический психолог Энтони Сторр в своей последней книге «Глиняные ножки; святые, грешники и безумцы: изучение гуру» (англ. Feet of Clay; Saints, Sinners, and Madmen: A Study of Gurus, 1996) предполагает, что существуют психологические сходства между сумасшедшими «мессиями», такими как Джим Джонс и Дэвид Кореш, а также уважаемыми религиозными лидерами, включая Иисуса. Сторр отслеживает типичные паттерны, часто связанные с психотическими заболеваниями, которые определяют развитие гуру. Изучение Сторра — это попытка взглянуть на Иисуса как на одного из многих гуру. Он согласен с большинством учёных, склонных к гипотезе Иисуса как апокалиптического пророка:
|  | Кажется неизбежным, что Иисус разделял апокалиптическую точку зрения, что Божье окончательное завоевание зла уже близко и что Царство Божье будет установлено на земле в ближайшем будущем. |

Сторр считает, что Иисус очень похож на других гуру. Это, например, доказывает период внутреннего конфликта во время поста в пустыне. По его словам, если Иисус действительно считал себя заменителем Бога и верил, что однажды он спустится с небес, чтобы править, он был очень похож на гуру, которого он ранее описывал как проповедников заблуждений, одержимых манией величия. Он отмечает, что Иисус не был идеалом в семейной жизни (Мк. 3:31—35, Мк. 13:12, 13). Гуру часто остаются равнодушными к семейным связям. Другие сходства включают веру Иисуса в получение специального откровения от Бога и склонность к элитизму в том смысле, что Иисус верил, что он был отмечен Богом особым образом.
Американский исследователь-нейроэндокринолог Роберт Сапольски в своем эссе, вошедшем в книгу «Проблема с тестостероном: и другие очерки по биологии человеческого затруднения» (англ. The Trouble with Testosterone: and Other Essays on the Biology of the Human Predicament, 1997, 1998), предполагает наличие шизотипического («полусумасшедшего», англ. half-crazy, С. 248) поведения и метамагического мышления у Иисуса и других харизматических религиозных лидеров:
|  | Да, конечно, с этим можно переусердствовать, и наша история мрачно запятнана неудачными религиозными движениями, вдохновленными мессианскими сумасшедшими. (...) Однако, если вы приобретете метамагические мысли и поведение в нужной степени, в нужное время и в нужном месте, то люди могут просто получить выходной с работы в ваш день рождения на долгое время. |

Затем Сапольски отмечает, что можно установить правдоподобные связи между шизотипическим поведением, метамагической мыслью и основанием определенных религиозных верований как в незападных, так и в западных обществах (С. 256). По его словам: «Представление о психопатологии шамана так же легко работает и для понимания корней основных западных религий» (С. 255).
В 2011 году группа психиатров, поведенческих психологов, неврологов и нейропсихиатров из Гарвардской медицинской школы опубликовала исследование, в котором предлагалось разработать новую диагностику категории психических расстройств, связанных с религиозным бредом и гиперрелигиозностью. Они сравнили мысль и поведение самых важных личностей в Библии (Авраама, Моисея, Иисуса Христа и Павла из Тарса) с пациентами, страдающими расстройствами из кластера психотических расстройств американской психиатрической классификации DSM-IV-TR, и пришли к выводу, что эти библейские фигуры «могли иметь психотические симптомы, которые способствовали их откровениям», страдать такими расстройствами, как шизофрения, шизоаффективное расстройство, биполярное расстройство, бредовое расстройство, паранойя, синдром Гешвинда, или испытывать болезненные переживания, связанные с височной эпилепсией. Кроме того, авторы предположили, что Иисус сам искал повода умереть («опосредованное самоубийство»; англ. indirect suicide).
В августе 2012 года клирик Церкви Англии Ева Макинтайр от имени Архиепископского совета и в сотрудничестве с кампанией по охране психического здоровья Time to Change подготовила документ, в котором утверждается, что и Иисус, и некоторые из апостолов и святых, возможно, страдали от проблем с психическим здоровьем.

## Мнения, защищающие здравомыслие Иисуса
Литературовед Н. А. Дождикова отмечает, что в рамках антирелигиозной пропаганды в СССР в 1920—1930-х годах одним из приёмов сатирической литературы, направленной на «развенчание евангельского образа Иисуса Христа», было следование «очернительной традиции», начиная с «Жизни Иисуса» Давида Фридриха Штрауса, «Антихриста» Фридриха Ницше и «Безумия Иисуса» Шарля Бине-Санглe, которая в вопросах оценки его личности «неизменно выдвигала на первый план два основных мотива — душевной болезни, сопряжённой с галлюцинациями, и обмана». Это находило отражение как в широко издававшихся переводных публикациях западных авторов, представлявших собой пародийные пересказы Библии (Э. Даенсон «О Боге и чёрте», Гуго Эферот «Библия безбожника», Лео Таксиль «Занимательное Евангелие»), так и советских (статья И. А. Шпицберга «Религиозная язва», пьесы А. Иркутова «Иисус Назареянин» и С. Чевкина «Иешуа Ганоцри. Беспристрастное открытие истины»). В связи с этим она указывает на то, что подобные «особенности трактовки образа Иисуса в пропагандистской и художественной литературе эпохи» затем были саркастически обыграны писателем М. А. Булгаковым в ершалаимских главах его романа «Мастер и Маргарита».
Мнение Уильяма Хирша, Шарля Бине-Сангле и др., подвергших сомнению психическое здоровье Иисуса, в свою очередь были оспорены Альбертом Швейцером в докторской диссертации «Психиатрическое исследование Иисуса: экспозиция и критика» («Die psychiatrische Beurteilung Jesu: Darstellung und Kritik», 1913) и американским теологом Уолтером Банди в книге 1922 г. «Психическое здоровье Иисуса» («The psychic health of Jesus»). Банди резюмировал свою защиту здравомыслия Иисуса:
|  | Патография Иисуса возможна только на основании отсутствия знакомства с ходом и выводами критики Нового Завета и любительского применения принципов науки психиатрии. |

За психическое здоровье Иисуса высказывались психиатры Оливье Квентин Хайдер, а также Пабло Мартинес и Эндрю Симс в книге «Безумец или Бог? Иисус: самый здоровый ум из всех» (англ. Mad or God? Jesus: The healthiest mind of all, 2018).
Клайв Степлз Льюис полагал, что «нелегко найти более убедительное объяснение жизни, учению и влиянию Христа, чем даёт само христианство. Никто не сумел увязать глубину и чистоту Его нравственного учения с той буйной манией величия, которая лежала бы в основе Его проповеди о Боге, если бы Он Сам действительно не был Богом. Поэтому одна нехристианская гипотеза сменяет другую с неутолимой плодовитостью непонимания».
Уильям Эллери Чаннинг высказывал мнение, что «если Иисуса в чём и можно обвинить, то не в экстравагантном, фанатичном самообольщении», и указывал на то, что «фанатизм, состояние болезненного воодушевления никак не согласуется с тем поразительным фактом, что Иисус, говоривший о своей власти в будущем мире и всегда обращавший умы людей к небесам, никогда не давал воли Своему воображению и не возбуждал воображения Своих учеников живыми картинами этого небывалого Царства».
Филип Шафф отмечал следующее: «Разум, чистый, словно небо, бодрящий, как горный воздух, острый и всепроникающий, будто меч, неизменно здоровый и живой, всегда готовый к действию и всегда полный самообладания — разве мог такой разум поддаться такому решительному и серьёзнейшему заблуждению относительно Своего собственного характера и служения? Какая нелепая выдумка!»
Агностический атеист и специалист по новозаветным исследованиям Барт Эрман (популяризатор концепции Иисуса Христа как проповедника скорого апокалипсиса) написал в своём блоге:
|  | И он вполне мог подумать (я думаю, что он действительно думал), что он станет мессией в будущем царстве. Возможно, это было довольно возвышенное представление о себе, но я не думаю, что это сводит Иисуса с ума. Это делает его необычайно уверенным апокалиптическим пророком. Были другие с видениями величия в то время. Я не думаю, что это делает его психически больным. Это делает его апокалиптическим евреем первого века. |